# Trotteria ussuriana
Trotteria ussuriana är en tvåvingeart som beskrevs av Nikolai Vasilevich Kovalev 1967. Trotteria ussuriana ingår i släktet Trotteria och familjen gallmyggor. Inga underarter finns listade i Catalogue of Life.